# Carmen Argenziano
Carmen Antimo Argenziano (Sharpsville, 27 ottobre 1943 – Los Angeles, 10 febbraio 2019) è stato un attore statunitense.

## Biografia
Argenziano è nato a Sharon, in Pennsylvania, figlio di genitori di origine italiana Elisabeth Stella Falvo e del ristoratore Joseph Guy Argenziano. Nel 1988 partecipò al film Sotto accusa, che valse il primo Oscar a Jodie Foster. Soprannominato The King (Il re), vanta tra i suoi ruoli più famosi quello di Jacob Carter nella serie televisiva Stargate SG-1 in una carriera cinquantennale che vide anche la partecipazione a capolavori come Il Padrino II. Nel 2007 ha partecipato a tre episodi di Dr. House nel ruolo del candidato assistente Henry Dobson. Sposatosi con Lisa Angelocci da cui ebbe due figli, Tony e Joseph, morì il 10 febbraio 2019, all'età di 75 anni.

## Filmografia parziale

### Cinema
- Cover Me Babe, regia di Noel Black (1970)
- Punishment Park, regia di Peter Watkins (1971)
- Rabbia di vivere (The Jesus Trip), regia di Russ Mayberry (1971)
- Night of the Cobra Woman, non accreditato, regia di Andrew Meyer (1972)
- Rio Tigre, regia di Joe Viola (1972)
- The Hot Box, regia di Joe Viola (1972)
- La bara del vampiro (Grave of the Vampire), regia di John Hayes (1972)
- Hit Man, non accreditato, regia di George Armitage (1972)
- Funerale a Los Angeles (Un homme est mort), regia di Jacques Deray (1972)
- Slam! Colpo forte (The Slams), regia di Jonathan Kaplan (1973)
- Femmine in gabbia (Caged Heat), regia di Jonathan Demme (1974)
- Il padrino - Parte II (The Godfather: Part II), regia di Francis Ford Coppola (1974)
- Quella sporca ultima notte (Capone), regia di Steve Carver (1975)
- Tra squali tigre e desperados (Sharks' Treasure), regia di Cornel Wilde (1975)
- Crazy Mama, regia di Jonathan Demme (1975)
- Squadra d'assalto antirapina (Vigilante Force), regia di George Armitage (1976)
- Panico nello stadio (Two-Minute Warning), regia di Larry Peerce (1976)
- Death Force, regia di Cirio H. Santiago (1978)
- The Boss' Son, regia di Bobby Roth (1978)
- Quando chiama uno sconosciuto (When a Stranger Calls), regia di Fred Walton (1979)
- Graduation Day, regia di Herb Freed (1981)
- Incontri particolari (Circle of Power), regia di Bobby Roth (1981)
- Coraggio... fatti ammazzare (Sudden Impact), regia di Clint Eastwood (1983)
- Una storia a Los Angeles (Heartbreakers), regia di Bobby Roth (1984)
- Tutto in una notte (Into the Night), regia di John Landis (1985)
- Starchaser: La Leggenda Di Orin (Starchaser: The Legend of Orin), solo voce, regia di Steven Hahn (1985)
- Nuda vendetta (Naked Vengeance), regia di Cirio H. Santiago (1985)
- Pericolosamente vicini (Dangerously Close), regia di Albert Pyun (1986)
- Agente Hauser, non entrare in quella scuola (Under Cover), regia di John Stockwell (1987)
- La forza della volontà (Stand and Deliver), regia di Ramón Menéndez (1988)
- Affari d'oro (Big Business), regia di Jim Abrahams (1988)
- Sotto accusa (The Accused), regia di Jonathan Kaplan (1988)
- Red Scorpion - Scorpione rosso (Red Scorpion), regia di Joseph Zito (1988)
- Pentagram - Pentacolo (The First Power), regia di Robert Resnikoff (1990)
- Supercar 2000 - Indagine ad alta velocità ( Knight Rider 2000 ), regia di Alan J. Levi (1991)
- Rompecorazones, regia di Jorge Stamadianos (1992)
- Abuso di potere (Unlawful Entry), regia di Jonathan Kaplan (1992)
- Rave Review, regia di Jeff Seymour (1994)
- Combinazione finale (Dead Connection), regia di Nigel Dick (1994)
- Don Juan De Marco - Maestro d'amore (Don Juan DeMarco), regia di Jeremy Leven (1994)
- Legame mortale (The Tie That Binds), regia di Wesley Strick (1995)
- Nome in codice: Broken Arrow (Broken Arrow), regia di John Woo (1996)
- Life Happens, cortometraggio, regia di Timothy Blake (1996)
- Analisi di un delitto (A Murder of Crows), regia di Rowdy Herrington (1998)
- Da ladro a poliziotto (Blue Streak), regia di Les Mayfield (1999)
- Warm Blooded Killers, regia di Nicholas Siapkaris e Stephen Langford (1999)
- Fuori in 60 secondi (Gone in Sixty Seconds), regia di Dominic Sena (2000)
- Un gran giorno per morire (A Better Way to Die), regia di Scott Wiper (2000)
- Hellraiser 5: Inferno (Hellraiser: Inferno), video, regia di Scott Derrickson (2000)
- Gamblin', cortometraggio, regia di Wayne Orkline (2000)
- The Cactus Kid, regia di Don Ashley (2000)
- Codice: Swordfish (Swordfish), regia di Dominic Sena (2001)
- Momentum , regia di James Seale  (2003)
- Identità (Identity), regia di James Mangold (2003)
- L'amore all'improvviso (What's Up, Scarlet?), regia di Anthony Caldarella (2005)
- Angeli e demoni (Angels & Demons), regia di Ron Howard (2009)
- Singularity - L'attacco dei robot (Singularity), regia di Robert Kouba (2017)
- Future World, regia di James Franco e Bruce Thierry Cheung (2018)

### Televisione
- Giovani avvocati (The Young Lawyers) – serie TV, episodio 1x14 (1970)
- Colombo (Columbo) – serie TV, episodio 5x03 (1975)
- Tiger Man - Bersaglio umano (The 3,000 Mile Chase), regia di Russ Mayberry – film TV (1977)
- La donna bionica (The Bionic Woman) – serie TV, episodio 3x20 (1978)
- Agenzia Rockford (The Rockford Files) – serie TV, episodi 3x04-5x22 (1976-1979)
- Ralph supermaxi eroe (The Greatest American Hero) – serie TV, episodi 2x01-2x19 (1981-1982)
- Cin Cin (Cheers) – serie TV, episodio 3x05 (1984)
- Avvocati a Los Angeles (L.A. Law) – serie TV, 4 episodi (1986-1990)
- Booker – serie TV (1989-1990)
- Due come noi (Jake and the Fatman) – serie TV, episodio 5x05 (1991)
- Volo 232 - Atterraggio di emergenza (Crash Landing: The Rescue of Flight 232), regia di Lamont Johnson – film TV (1992)
- Perry Mason: Elisir di morte (Perry Mason: The Case of the Skin-Deep Scandal), regia di Christian I. Nyby II – film TV (1993)
- Melrose Place – serie TV, 8 episodi (1992-1994)
- The Prison (Against the Wall), regia di John Frankenheimer – film TV (1994)
- Il fuoco della resistenza - La vera storia di Chico Mendes (The Burning Season: The Chico Mendes Story), regia di John Frankenheimer – film TV (1994)
- E.R. - Medici in prima linea (ER) – serie TV, episodio 1x23 (1995)
- Profiler - Intuizioni mortali (Profiler) – serie TV, episodio 1x03 (1996)
- JAG - Avvocati in divisa (JAG) – serie TV, episodio 2x01 (1997)
- Walker Texas Ranger – serie TV, episodi 2x14-6x02 (1994-1997)
- Chicago Hope – serie TV, episodio 5x06 (1998)
- Cinque in famiglia (Party of Five) – serie TV, episodio 6x20 (2000)
- Ballando alla luna di settembre (Dancing at the Harvest Moon), regia di Bobby Roth – film TV (2002)
- West Wing - Tutti gli uomini del Presidente (The West Wing) – serie TV, episodio 3x13 (2002)
- The Practice - Professione avvocati (The Practice) – serie TV, episodio 2x14-7x13 (1998-2003)
- Stargate SG-1 – serie TV, 25 episodi (1998-2005)
- CSI - Scena del crimine (CSI: Crime Scene Investigation) – serie TV, episodio 6x21 (2006)
- Dr. House - Medical Division (House M.D.) – serie TV, episodi 4x02-4x03-4x04 (2007)
- CSI: NY – serie TV, 6 episodi (2006-2008)
- Meteor - Distruzione finale – miniserie TV, puntate 01-02 (2009)
- Criminal Minds – serie TV, episodio 4x17 (2009)
- Castle – serie TV, episodio 3x08 (2010)

## Doppiatori italiani
Nelle versioni in italiano delle opere in cui ha recitato, Carmen Argenziano è stato doppiato da:
- Dario Penne in Booker, Legame mortale, Stargate SG-1 (st. 3-8), Dr. House - Medical Division
- Saverio Moriones in Don Juan De Marco - Maestro d'amore, Analisi di un delitto, Lie to Me
- Gianni Marzocchi in Quando chiama uno sconosciuto, Top Secret
- Silvio Anselmo in Hellraiser 5: Inferno, 24
- Michele Gammino in Ballando alla luna di settembre, The Mentalist
- Pietro Biondi in CSI - Scena del crimine, Angeli e demoni
- Pino Colizzi in Sotto accusa
- Luca Biagini in Red Scorpion - Scorpione rosso
- Mauro Bosco in Abuso di potere
- Maurizio Reti in Volo 232 - Atterraggio di emergenza
- Elio Zamuto in E.R. - Medici in prima linea
- Giovanni Petrucci in Nome in codice: Broken Arrow
- Sergio Graziani in Stargate SG-1 (st. 2)
- Guido Ruberto in Ally McBeal
- Sergio Di Stefano in Da ladro a poliziotto
- Oreste Rizzini in CSI: NY (st. 3)
- Luigi La Monica in CSI: NY (ep. 4x18)
- Franco Zucca in Criminal Minds
- Massimo Gentile in Castle
- Renato Cecchetto in Shooter